# Helige Ignatius kyrka
Helige Ignatius kyrka (kroatiska: Crkva svetoga Ignacija) är en romersk-katolsk kyrka i Dubrovnik i Kroatien. Kyrkan uppfördes 1699-1725 i barockstil enligt ritningar av arkitekten Andrea Pozzo. Den ligger vid Ruđer Boškovićs torg i Gamla stan och till dess innehav hör en av de mest värdefulla samlingarna av liturgiska silverföremål i romersk barock i Kroatien.

## Historik
Den 23 april 1699 lades grundstenen till den nya jesuitkyrkan som skulle komma att uppföras jämte jesuiternas kollegium (Collegium Ragusinum), idag Ruđer Boškovićs ackrediterade klassiska stiftsgymnasium, i Dubrovnik. Kyrkan stod färdig 1725 och invigdes 1729.

## Arkitektur och interiör
Kyrkan uppfördes enligt ritningar av den välrenommerade italienske arkitekten Andrea Pozzo och är en typisk representant för romersk barock.
Från Gundulićs torg leder en monumental trappa i barockstil till kyrkan. Den uppfördes 1738 med spanska trappan som förebild och ritades av den italienske arkitekten Pietro Passalacqua.
De illusionistiska freskomålningarna målade 1735–1738 i barockstil vid huvudaltarets absid är ett verk av den spanske målaren Gaetano Garcia och föreställer platser och händelser från helige Ignatius av Loyolas liv. Den venetianske målaren Bartolomeo Litterini är huvudmannen bakom kyrkans tre altartavlor. Kyrkans övriga målningar tillkom 1894–1895 och är verk av den italienske jesuiten och målaren Antonio Moscheni.
I kyrkan till höger om huvudentrén finns en av de äldsta Lourdesgrottorna i södra Kroatien. Den tillkom 1885. I kyrkan är flera av Dubrovniks tidigare biskopar begravda, däribland Antonio Giurice (död 1842), Tomasso Jederlinich (död 1855), Matija Vodopić (död 1893) och Zadars tidigare ärkebiskop, den i Dubrovnik födda Grgur Rajčević (död 1893).